# Buchwort
Als Buchwort (französisch mot savant, italienisch voce dotta) bezeichnet man ein Wort, das aus einer älteren Sprachschicht in eine jüngere Sprache (z. B. aus dem Lateinischen in eine der romanischen Sprachen) entlehnt wurde.

„Buchwörter […] sind Wörter, die zu einem bestimmten Zeitpunkt von Kennern des Lateinischen aus dem Lateinischen entlehnt […] und nach der einfachen Konversionsregel ins Romanische integriert wurden, der zufolge der Wortstamm unverändert blieb, die Wortendung jedoch dem einheimischen System anzupassen war.“

Buchwörter kommen in der Schriftsprache vor, sind aber oft auch in die allgemeine, gesprochene Sprache eingedrungen. Im Gegensatz zu Erbwörtern haben solche Wörter die lautgesetzlichen Veränderungen der Sprache nicht oder nur teilweise mitmachen müssen. Oftmals existieren Doubletten von Buch- und Erbwörtern, wobei meist eine Bedeutungsdifferenzierung in der jüngeren Sprachschicht auftritt.
Buchwörter finden sich in größerer Zahl in den modernen romanischen Sprachen, den neuindoarischen Sprachen und den neuarabischen Dialekten. 

## Beispiele aus verschiedenen Sprachkreisen
- Im Französischen entspricht dem aus dem lateinischen Wort causa stammenden Erbwort chose („Ding, Sache“) das Buchwort cause („Ursache, Grund“).
- In den neuindoarischen Sprachen wie Hindi übernehmen aus dem Sanskrit entlehnte Wörter (sogenannte tatsamas) eine ähnliche Funktion wie lateinische oder altgriechische Fremdwörter in den europäischen Sprachen. Auch hier existieren Doubletten: Vom Sanskritwort kṣetra („Feld“) stammen im Hindi sowohl das Erbwort khet für ein Feld im konkreten Sinne (d. h. eines, das man pflügen kann) als auch das Buchwort kṣetra, das ein Feld im übertragenen Sinne (also ein Beschäftigungsfeld o. Ä.) bezeichnet.
- Die neuarabischen Dialekte haben viele Buchwörter vor allem aus dem religiösen Bereich und anderen höheren Registern aus dem Hocharabischen übernommen. Dadurch wird teilweise auch die Phonologie der Dialekte beeinflusst: So ist im Ägyptisch-Arabischen das hocharabische Qāf [q] regelmäßig zu Hamza [ʔ] geworden (z. B. qalb „Herz“ zu ʾalb), das Phonem [q] findet sich aber in Buchwörtern wie qurʾān (Koran).